# Forgási spektroszkópia

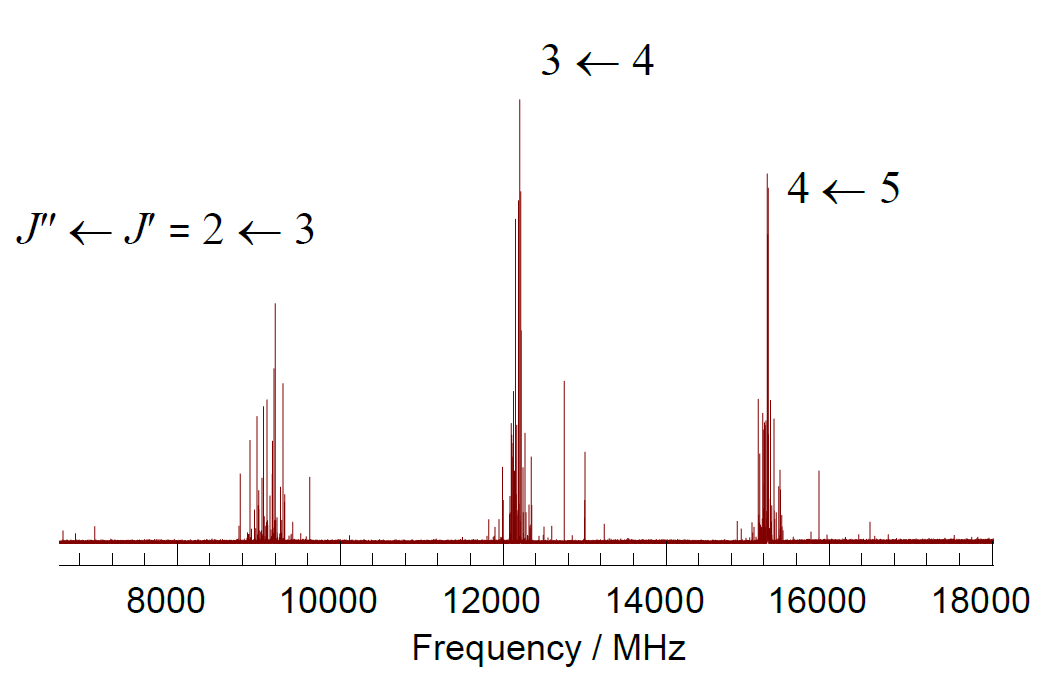
A trifluor-jódmetán – CF_{3}I – forgási spektrumának részlete. Minden forgási átmenetet a végső és a kezdeti állapot J kvantumszámával jelölnek, ezek jelentős felhasadást mutatnak a ^{127}I mag kvadrupólmomentumával történő csatolás miatt

A forgási spektroszkópia a gázfázisú molekulák kvantált forgási állapotai közötti átmenetekhez tartozó energiának a mérésével foglalkozik. A poláris molekulák abszorpciós vagy emissziós spektruma mikrohullámú spektroszkópiával vagy távoli infravörös spektroszkópiával vehető fel. Az apoláris molekulák forgási spektruma ezekkel a módszerekkel nem figyelhető meg, erre a Raman-spektroszkópia alkalmas. A forgási spektroszkópiát néha nevezik tiszta forgási spektroszkópiának is, hogy megkülönböztessék egyrészt a forgási-rezgési spektroszkópiától, ahol együtt változik a forgási és rezgési energia, másrészt a rovibronikus (vagy röviden csak vibronikus) spektroszkópiától, ahol a forgási, a rezgési és az elektronenergia változása egyszerre történik.
A forgási spektroszkópiában a molekulákat szimmetriájuk szerint a gömbi, lineáris vagy szimmetrikus pörgettyűk közé sorolják be, ezek forgási energia termjeit analitikusan le lehet vezetni. A negyedik csoport, az aszimmetrikus pörgettyűk esetén analitikus megoldás csak a J=3 forgási szintig lehetséges, a magasabb energiaszinteket numerikus módszerekkel kell meghatározni. A forgási energiákat elméleti úton a molekulák merev rotátoroknak tekintésével nyerik, melyet extra tagok – centrifugális torzulás, finomszerkezet, hiperfinom szerkezet, Coriolis-csatolás – figyelembevételével korrigálnak. A spektrumot az elméleti kifejezéshez illesztve megkapható a tehetetlenségi nyomaték, amelyből kedvező esetben nagyon pontosan meg lehet határozni a kötéshosszak és kötésszögek értékét. Elektrosztatikus tér jelenlétében a Stark-effektus miatt a színképvonalak felhasadnak, ami lehetővé teszi a molekulák elektromos dipólusmomentumának meghatározását.
A forgási spektroszkópia egyik fontos felhasználása a csillagközi anyag kémiai összetételének rádióteleszkópokkal történő vizsgálata.

## Felhasználása
A forgási spektroszkópiát elsősorban a molekuláris fizika alapjainak kutatására használják, a gázfázisú molekulaszerkezet meghatározásának egyedülállóan pontos eszköze. Segítségével megállapítható a kötések körüli rotáció, például a klórtoluolban (C7H7Cl) a CH3 és a C6H4Cl csoport egymáshoz képesti elfordulásának energiagátja. Ha a spektrum finom vagy hiperfinom szerkezete is megfigyelhető, akkor az eljárás információt nyújt a molekula elektronszerkezetéről is. A molekulák közötti gyenge kölcsönhatások – mint a Van der Waals-, hidrogén-, illetve halogénkötések – természetéről szerzett ismeretek nagy részét is a forgási spektroszkópia alapozta meg. A rádiócsillagászatban kulcsfontosságú szerepe van a csillagközi anyag kémiai összetételének feltárásában. A mikrohullámú átmeneteket laboratóriumban megmérik, majd összevetik a csillagközi anyag rádióteleszkóppal mért emissziójával. Az NH3 volt az első, a csillagközi anyagban azonosított stabil összetett molekula. A légkörkémiában fontos a klór-monoxid mérése. Az aktuális asztrokémiai projektjek között mind laboratóriumi mikrohullámú spektroszkópiai vizsgálatok, mind modern rádióteleszkópokkal, például az Atacamai Nagyméretű Milliméteres/Szubmilliméteres Hálózat (ALMA) felhasználásával készült megfigyelések megtalálhatók.

## Áttekintés
Egy gázfázisú molekula szabadon foroghat a molekula tömegközéppontjában rögzített három, egymásra kölcsönösen merőleges tengely körül. Folyékony vagy szilárd fázisban a molekulák szabad forgása a molekulák közötti kötőerők miatt nem lehetséges. Az egyes tengelyek körüli forgás egy kvantumszámmal, valamint egy sor kvantált – az adott tengelyre vonatkozó tehetetlenségi nyomatéktól függő – energiaszinttel jellemezhető. Így a lineáris molekulák energiaszintjeit egyetlen tehetetlenségi nyomaték és egyetlen {\displaystyle J} kvantumszám írja le, utóbbi határozza meg a forgási impulzusmomentum nagyságát.
A nem lineáris, de forgásszimmetrikus molekuláknak két tehetetlenségi nyomatéka van, és energiájuk egy másik, {\displaystyle K}, forgási kvantumszámtól is függ, amely megadja a forgási impulzusmomentum fő szimmetriatengelyre vonatkozó vektor komponensét. A spektroszkópiai adatok lent megadott képletekkel történő vizsgálata megadja a tehetetlenségi nyomaték(ok) számszerű értékét, ezekből pedig meghatározhatók a molekula szerkezetének és méreteinek pontos értékei.
Lineáris molekula esetén a forgási spektrumból meghatározható a forgási állandó és a molekula tehetetlenségi nyomatékának értéke, így – az atomtömegek ismeretében – a kötéshossz közvetlenül kiszámítható. Kétatomos molekuláknál a számítás menete egyszerű. Többatomos lineáris molekulák esetén két vagy több izotopológ molekula spektrumát is fel kell venni, például a 16O12C32S és 16O12C34S molekuláét. Ezek alapján fel lehet írni egy egyenletrendszert, melynek megoldása megadja a kötéshosszakat. Megjegyzendő, hogy az így nyert kötéshossz kis mértékben eltér az egyensúlyi kötéshossztól. Ennek az az oka, hogy a forgási szintek a rezgési alapállapot nullponti energiájára vonatkoznak, míg az egyensúlyi kötéshossz a potenciális energia minimumhelyének felel meg. A forgási állandók közötti összefüggés az alábbiak szerint írható fel:
{\displaystyle B_{v}=B-\alpha (v+{1 \over 2})}
ahol v a rezgési kvantumszám, α pedig a rezgési-forgási kölcsönhatás állandója, melyet ki lehet számítani, ha B értéke ismert két különböző rezgési állapotban.
Más molekulák esetén, ha a spektrum feloldható, és az egyes átmenetek hozzárendelése elvégezhető, akkor mind a kötéshosszakat, mind a kötésszögeket meg lehet határozni. Amikor ez nem lehetséges – mint az az aszimmetrikus pörgettyűk esetén gyakori –, akkor annyit lehet tenni, hogy a spektrumot a feltételezett molekulaszerkezetből számított három tehetetlenségi nyomatékhoz illesztik. A molekulaszerkezeti paraméterek változtatásával az illesztés javítható, így a szerkezetre közelítő becslést lehet adni. A molekula szerkezetének ezzel a módszerrel történő meghatározásához felbecsülhetetlenül értékes az izotóppal történő helyettesítés.

### A molekuláris pörgettyűk besorolása
A kvantummechanikában a molekulák szabad forgása kvantált, ezért a forgási energia és az impulzusmomentum csak meghatározott értékeket vehet fel, mely a molekula {\displaystyle I} tehetetlenségi nyomatékával van összefüggésben. Bármely molekula tehetetlenségi nyomatéka – ha a tömegközéppont a három, egymásra merőleges A, B, és C tengely origójában helyezkedik el – felírható a három tengelyre vonatkozó {\displaystyle I_{A}}, {\displaystyle I_{B}} és {\displaystyle I_{C}} tehetetlenségi nyomaték eredőjeként. Ebben a cikkben az általános konvenció szerint úgy használjuk a jelöléseket, hogy az egyes tengelyekre {\displaystyle I_{A}\leq I_{B}\leq I_{C}}, azaz a tehetetlenségi nyomaték az {\displaystyle A} tengely mentén a legkisebb. Egyes szerzők ugyanakkor az {\displaystyle A} tengelyt a legmagasabb rendű molekuláris forgástengelyként definiálják.
Egy molekula energiaszintjeinek (és ezzel együtt a forgási spektrumban az átmenetek) mintázatát a szimmetriaviszonyok határozzák meg. A kényelmes tárgyalás kedvéért a molekulák – szimmetriájuk alapján – négy különböző csoportba sorolhatók:
- Gömbi pörgettyűk – ebben az esetben a három tehetetlenségi nyomaték egyenlő egymással: {\displaystyle I_{A}=I_{B}=I_{C}}. Ilyen például a négyatomos foszfor (P4), a szén-tetraklorid (CCl4) és a szén más tetrahalogenidjei, a metán (CH4), szilán (SiH4), a kén hexafluoridja (SF6) és más hexahalogenidjei. Ezek a molekulák a köbös Td vagy Oh pontcsoportba tartoznak.
- Lineáris (pálcika alakú) molekulák – ezeknél {\displaystyle I_{A}<<I_{B}=I_{C}}. A legtöbb célra {\displaystyle I_{A}} értéke nullának vehető. Lineáris molekulákra példa a dioxigén (O2), dinitrogén (N2), szén-monoxid (CO), hidroxilgyök (OH), szén-dioxid (CO2), hidrogén-cianid (HCN), karbonil-szulfid (OCS), acetilén (etin, HC≡CH) és a dihalogénetinek. Ezen molekulák pontcsoportja C∞v vagy D∞h.
- Szimmetrikus molekulák – ezekben két tehetetlenségi nyomaték azonos, {\displaystyle I_{A}=I_{B}} vagy {\displaystyle I_{B}=I_{C}}. Definíció szerint a szimmetrikus pörgettyűnek három- vagy több fogású forgástengellyel kell rendelkeznie. A spektroszkópusok a szimmetrikus pörgettyűket két alcsoportba sorolják: lapított ({\displaystyle I_{A}=I_{B}<I_{C}}) és nyújtott ({\displaystyle I_{A}<I_{B}=I_{C}}). Ezek spektruma meglehetősen különbözik, és azonnal felismerhetőek. Néhány példa:

lapított: benzol (C6H6), ammónia (NH3)
nyújtott: klórmetán (CH3Cl), propin (CH3C≡CH)
Az ammónia tehetetlenségi nyomatéka a háromfogású forgástengelyre nézve IC = 4,4128·10−47 kg m2, míg az ezekre merőleges tengelyekre IA = IB = 2,8059·10−47 kg m2. Mivel az egyedi tehetetlenségi nyomaték nagyobb, mint a másik két érték, ezért a molekula lapított szimmetrikus pörgettyű.
- Aszimmetrikus pörgettyű – a három tehetetlenségi nyomaték értéke különbözik. A kis molekulák közül ilyen például a víz (H2O) és a nitrogén-dioxid (NO2), melyeknek kétfogású a legmagasabb rendű forgástengelye. A legtöbb nagy molekula aszimmetrikus pörgettyű.

### Kiválasztási szabályok
Csak azok az átmenetek megengedettek, melyekre ∆J=+1 vagy −1.

#### Mikrohullámú és távoli infravörös spektrumok
A forgási állapotok közötti átmenet olyan molekulák esetében figyelhető meg, melyek állandó elektromos dipólusmomentummal rendelkeznek. Emiatt a szabály miatt a középpontosan szimmetrikus lineáris molekulák – mint például az N2 (dinitrogén) vagy HCCH (etin), melyek apolárisak – mikrohullámú spektruma nem figyelhető meg. Az olyan tetraéderes molekuláknak, mint a CH4 (metán), melyeknek a dipólusmomentuma is nulla és a polarizálhatósága is izotróp, nem lehetne tiszta forgási spektruma, de a centrifugális torzítás miatt, amikor a molekula a 3-szoros szimmetriatengely mentén forog, fellép egy kicsi dipólusmomentum, ami lehetővé teszi, hogy mikrohullámú spektroszkópiával észlelhető legyen egy gyenge forgási spektrum.
Szimmetrikus pörgettyűkre az elektromos dipólus által megengedett tiszta forgási átmenetek kiválasztási szabálya ΔK = 0, ΔJ = ±1. Mivel ezek az átmenetek egy egyes spinű foton elnyelésével (vagy kibocsátásával) járnak, a perdületmegmaradás törvénye miatt a molekula impulzusmomentuma legfeljebb egy egységgel változhat. Ezen kívül a K kvantumszám értéke +J és −J közötti lehet, a határértéket is belevéve.

#### Raman spektrum
A Raman-spektrum kialakulásakor a molekulában olyan átmenet történik, amelyet egy beeső foton elnyelése, és egy másik, szórt foton kibocsátása vált ki. Ezen átmenetekre az általános kiválasztási szabály az, hogy a molekula polarizálhatóságának anizotrópnak, azaz irányfüggőnek kell lennie. A polarizálhatóság 3 dimenziós tenzor, melyet ellipszoidként lehet ábrázolni. A molekuláris gömbi pörgettyűk polarizálhatósági ellipszoidja gömb alakú, ezért az ilyen molekuláknak nincs forgási Raman-spektruma. Az összes többi molekula esetén mind a Stokes-vonalak, mind az anti-Stokes-vonalak észlelhetők, és ezek intenzitása is hasonló, azon oknál fogva, hogy szobahőmérsékleten már számos forgási energiaszint be van töltve. Lineáris molekulák kiválasztási szabálya ΔJ = 0, ±2. A ±2-es érték magyarázata az, hogy a polarizálhatóság egy fordulat alatt kétszer veszi fel ugyanazt az értéket. A ΔJ = 0 érték esetén nem molekuláris átmenet történik, hanem Rayleigh-szórás, amikor is a beeső fotonnak csak az iránya változik meg.
Szimmetrikus pörgettyű alakú molekulák esetén a kiválasztási szabály
ΔK = 0
Ha K = 0, akkor ΔJ = ±2
Ha K ≠ 0, akkor ΔJ = 0, ±1, ±2
A ΔJ = +1 átmeneteket az R sorozatba, míg a ΔJ = +2 átmeneteket az S sorozatba tartozónak mondjuk. Mivel a Raman átmenetekben két foton szerepel, lehetséges a molekula impulzusmomentumának két egységgel történő megváltozása.

### Mértékegységek
A forgási állandók mértékegysége a mérés típusától függ. A hullámszám ({\displaystyle {\tilde {\nu }}}) függvényében ábrázolt infravörös spektrumok esetén általában a cm−1 mértékegység használatos, ez szemléletesen az egy centiméterre eső hullámok száma, vagy másképp a centiméterekben kifejezett hullámhossz reciproka ({\displaystyle {\tilde {\nu }}=1/\lambda }). Ugyanakkor a frekvencia skálát ({\displaystyle \nu }) alkalmazó mikrohullámú spektrumoknál az egység általában a gigahertz. E két mértékegység között az összefüggést az alábbi kifejezés teremti meg:
{\displaystyle \nu \cdot \lambda =c,}
ahol ν a frekvencia, λ a hullámhossz, c pedig a fénysebesség. Ebből következik, hogy 
{\displaystyle {\tilde {\nu }}/{\text{cm}}^{-1}={\frac {1}{\lambda /{\text{cm}}}}={\frac {\nu /{\text{s}}^{-1}}{c/({\text{cm}}\cdot \mathrm {s} ^{-1})}}={\frac {\nu /{\text{s}}^{-1}}{2,99792458\times 10^{10}}}.}
Mivel 1 GHz = 109 Hz, a számszerű érték így is kifejezhető:
{\displaystyle {\tilde {\nu }}/{\text{cm}}^{-1}\approx {\frac {\nu /{\text{GHz}}}{30}}.}

### A rezgés hatása a forgásra
A gerjesztett rezgési állapotok betöltöttsége Boltzmann-eloszlást követ, ezért a kis frekvenciájú rezgési állapotok már szobahőmérsékleten is észlelhető mértékben be vannak töltve. Mivel a rezgés gerjesztésével a tehetetlenségi nyomaték nő, a forgási állandó (B) értéke csökken. Ennek következtében az egyes rezgési állapotokban a forgás körfrekvenciája különböző, ez a forgási színképben „szatellit” vonalak megjelenését okozhatja. Ilyenre példa a cianodiacetilén (H−C≡C−C≡C−C≡N) esete.
Ezen kívül van még egy tehetetlenségi erő, a Coriolis-csatolás a forgó (nem inerciális) keretek közötti magok rezgőmozgása között. Amíg azonban a rezgési kvantumszám nem változik (azaz a molekula ugyanabban a rezgési állapotban van), a rezgés hatása a forgásra nem lényeges, mivel a rezgés időtartama jóval rövidebb, mint a forgási idő. A Coriolis-csatolás többnyire elhanyagolható, ha csak az alacsony rezgési és forgási kvantumszámok érdekesek.

### A forgás hatása a rezgési spektrumra
A forgási energiaszintek elméletét a gázok infravörös spektroszkópiával észlelt forgási-rezgési spektrumának magyarázatára dolgozták ki, még mielőtt a mikrohullámú spektroszkópiát a gyakorlatban használták volna. Első közelítésben a forgás és rezgés egymástól külön kezelhető, azaz a forgás és a rezgés energiája összeadódik. A lineáris molekulák forgási energiái például (a merev rotátor esetére)
{\displaystyle E_{\text{rot}}=hcBJ(J+1).}
Ebben a közelítésben a rezgési-forgási átmenetek hullámszáma:
{\displaystyle {\tilde {\nu }}={\tilde {\nu }}_{\text{vib}}+B''J''(J''+1)-B'J'(J'+1),}
ahol {\displaystyle B''} és {\displaystyle B'} rendre a magasabb, illetve alacsonyabb rezgési állapotra jellemző forgási állandó, míg {\displaystyle J''} és {\displaystyle J'} a magasabb, illetve alacsonyabb szint forgási kvantumszáma. A valóságban ezt a kifejezést módosítani kell a rezgés anharmonicitása, a centrifugális torzulás és a Coriolis-csatolás figyelembe vételéhez.
A spektrum úgynevezett R-ágára {\displaystyle J'=J''+1}, ezért a rezgés és forgás egyszerre gerjesztődik. A P-ágban {\displaystyle J'=J''-1}, azaz egy forgási energiakvantum elvész, miközben a rezgés egy energiaszinttel gerjesztődik. A {\displaystyle \Delta J=0} tisztán rezgési átmenet hozza létre a spektrum Q-ágát. A forgási szintek hőenergia miatti betöltöttsége miatt a P-ág intenzitása valamivel kisebb, mint az R-ágé.
Az infravörös és a mikrohullámú spektroszkópiával nyert forgási állandók jó egyezést mutatnak egymással, bár az utóbbi módszer általában nagyobb pontosságot tesz lehetővé.

## A forgási színképek szerkezete

### Gömbi pörgettyűk
A gömbi pörgettyű molekuláknak nincs eredő dipólusmomentuma. A tiszta forgási spektrum abszorpciós vagy emissziós spektroszkópia segítségével nem figyelhető meg, mivel nincs állandó dipólusmomentum, amelynek forgását a beeső foton elektromos mezeje gyorsíthatná. Az ilyen molekuláknak a polarizálhatósága is izotróp, ezért a tisztán forgási átmenetek Raman-spektroszkópiával sem figyelhetők meg. Mindazonáltal a forgási állandó rovibrációs spektroszkópia segítségével meghatározható. Ez akkor lehetséges, ha a molekula gerjesztett rezgési állapota poláris. A metánmolekula például szimmetrikus pörgettyű, de az aszimmetrikus C−H nyújtó rezgés infravörös spektrumában látható a forgási finomszerkezet. Ez a spektrum azért is érdekes, mert a sáv aszimmetrikus szerkezete egyértelmű bizonyítékát adja a Coriolis-csatolásnak.

### Lineáris molekulák

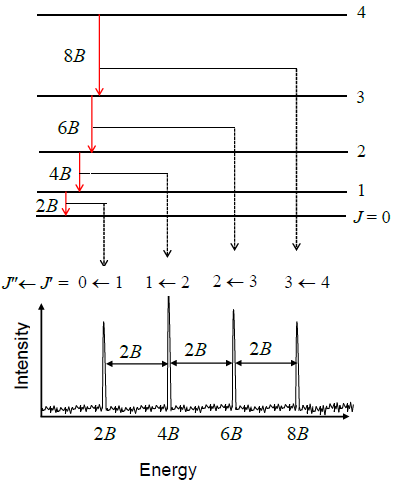
A merev rotátor közelítésben számított energiaszintek és a vonalak helyzete

A merev rotátor jó kiindulási pont a forgó molekula modelljének megalkotásához. Feltételezzük, hogy a molekulát felépítő atomok pontszerűek, melyeket merev kötések kapcsolnak össze. A lineáris molekulák atomjai egy egyenes mentén helyezkednek el, és mindegyikük egy gömbfelületen mozog, melynek középpontja a molekula tömegközéppontja. A két forgási szabadsági fok a θ és φ gömbi koordinátáknak felel meg, melyek a molekuláris tengely irányát adják meg, a kvantumállapotot pedig két kvantumszám, J és M írja le. J határozza meg az impulzusmomentum nagyságát, M pedig ennek a tér egy meghatározott tengelyére, például egy külső elektromos vagy mágneses tér tengelyére eső összetevője. Külső tér hiányában az energia csak J értékétől függ. A merev rotátor modellben a molekula F(J) forgási energiaszintjei az alábbiak szerint fejezhetők ki:
{\displaystyle F\left(J\right)=BJ\left(J+1\right)\qquad J=0,1,2,...}
ahol {\displaystyle B} a molekula forgási állandója, ennek nagysága a tehetetlenségi nyomatékkal van kapcsolatban. A lineáris molekulákban a molekula tengelyére merőleges irányban a tehetetlenségi nyomaték értéke egyedi, azaz {\displaystyle I_{B}=I_{C},I_{A}=0}, így 
{\displaystyle B={h \over {8\pi ^{2}cI_{B}}}={h \over {8\pi ^{2}cI_{C}}}}
Kétatomos molekulára
{\displaystyle I={\frac {m_{1}m_{2}}{m_{1}+m_{2}}}d^{2}}
ahol m1 és m2 az atomok tömege, d pedig a köztük mért távolság.
A kiválasztási szabályok szerint az emissziós vagy abszorpciós átmenet során a forgási kvantumszámnak egy egységgel kell megváltoznia, azaz {\displaystyle \Delta J=J^{\prime }-J^{\prime \prime }=\pm 1}. A forgási spektrumban a vonalak helyére így az alábbi összefüggés adódik:
{\displaystyle {\tilde {\nu }}_{J^{\prime }\leftrightarrow J^{\prime \prime }}=F\left(J^{\prime }\right)-F\left(J^{\prime \prime }\right)=2B\left(J^{\prime \prime }+1\right)\qquad J^{\prime \prime }=0,1,2,...}
ahol {\displaystyle J^{\prime \prime }} jelöli az átmenetben részt vevő kisebb, {\displaystyle J^{\prime }} pedig a nagyobb energiájú állapotot.

#### A forgási vonalak intenzitása
A forgási spektrumban a vonal intenzitását leginkább befolyásoló tényező az átmenet bekövetkezésének valószínűsége. Ez a valószínűség az átmenet kiindulási állapotának betöltöttségével arányos. Az egyes forgási állapotok betöltöttsége két tényezőzől függ. A J kvantumszámú gerjesztett állapotban lévő molekulák arányát az alapállapotú molekulákhoz képest – NJ/N0 – a Boltzmann-eloszlás adja meg:
{\displaystyle {\frac {N_{J}}{N_{0}}}=e^{-{\frac {E_{J}}{kT}}}=e^{-{\frac {BhcJ(J+1)}{kT}}}},
ahol k a Boltzmann-állandó,  T pedig a termodinamikai hőmérséklet. Ez a tényező J növekedésével csökken. A másik tényező a forgási állapotok degenerációja, melynek értéke 2J+1. Ez a tényező J növekedésével növekszik. A két tényezőt egyesítve:
{\displaystyle \mathrm {population} \propto (2J+1)e^{-{\frac {E_{J}}{kT}}}}
A relatív intenzitás maximumhelye
{\displaystyle J={\sqrt {\frac {kT}{2hcB}}}-1/2}

#### Centrifugális torzulás
Forgás közben a centrifugális erő széthúzza a molekulát. Ennek eredményeként a molekula tehetetlensági nyomatéka megnő, ami csökkenti a {\displaystyle B} értékét, ha azt a merev rotátorra vonatkozó képlet alapján számítjuk. Ennek figyelembevételére a kétatomos molekulák forgási energiaszintjeihez egy centrifugális torzulási korrekciós tagot adunk.
{\displaystyle F\left(J\right)=BJ\left(J+1\right)-DJ^{2}\left(J+1\right)^{2}\qquad J=0,1,2,...}
ahol {\displaystyle D} a centrifugális torzulási állandó.
A forgási módus vonalainak helyzete ezért az alábbiak szerint változik:
{\displaystyle {\tilde {\nu }}_{J^{\prime }\leftrightarrow J^{\prime \prime }}=2B\left(J^{\prime \prime }+1\right)-4D\left(J^{\prime \prime }+1\right)^{3}\qquad J^{\prime \prime }=0,1,2,...}
Következésképpen a vonalak közötti távolság nem állandó, mint a merev rotátor közelítésnél, hanem a forgási kvantumszám növekedésével csökken.
Ezen kifejezések feltételezik, hogy a molekuláris rezgések egyszerű harmonikus rezgőmozgások. Ebben a megközelítésben a {\displaystyle D} centrifugális állandó értéke
{\displaystyle D={\frac {h^{3}}{32\pi ^{4}I^{2}r^{2}kc}}}
ahol k a rezgés erőállandója. {\displaystyle B} és {\displaystyle D} között az alábbi összefüggés áll fenn:
{\displaystyle D={\frac {4B^{3}}{{\tilde {\omega }}^{2}}}}
ahol {\displaystyle {\tilde {\omega }}} a harmonikus rezgőmozgás frekvenciája. Ha az anharmonicitást is figyelembe akarjuk venni, akkor J nagyobb hatványait is bele kell venni az energiaszintek és a vonalpozíciók kifejezéseibe. Feltűnő példa erre a hidrogén-fluorid forgási spektruma, melynél az illesztést egészen a [J(J+1)]5 tagig vitték.

### Oxigén
A dioxigénmolekula (O2) elektromos dipólusmomentuma zérus, de a molekula – két párosítatlan elektronja miatt – paramágneses, ezért létezik mágneses dipólusmomentum megengedett átmenete, amely mikrohullámú spektroszkópiával megfigyelhető. Az elektronspin egységének három térbeli helyzete van az adott K molekuláris impulzusmomentum vektorhoz képest, így minden egyes forgási szint három állapotra – J = K + 1, K, és K − 1 – hasad; ennek az úgynevezett p-típusú triplettnek minden J állapota a spinnek a molekula forgómozgásához képesti eltérő orientációjából fakad. Az egymást követő J termek közötti energiakülönbség bármely triplettben mintegy 2 cm−1 (60 GHz), kivéve a J = 1←0 átmenet, ahol ez az érték körülbelül 4 cm−1.
A mágneses dipólusmomentum miatti átmenetekre vonatkozó kiválasztási szabály megengedi a triplett egymást követő tagjai közötti átmenetet (ΔJ = ±1), ezért a forgási impulzusmomentum K kvantumszáma minden értékéhez két megengedett átmenet tartozik. A 16O atommag spin impulzusmomentuma nulla, ezért szimmetria megfontolások miatt K-nak csak páratlan értékei lehetnek.

### Szimmetrikus pörgettyűk
A szimmetrikus pörgettyűk esetében a J kvantumszám a molekula teljes impulzusmomentumát jelöli. A J egyes értékei – mivel az M kvantumszám értéke +J ...0 ... −J között változhat – 2J+1-szeresen degeneráltak. A harmadik – K – kvantumszám a molekula fő forgástengelye körüli forgással kapcsolható össze. Külső elektromos tér hiányában a szimmetrikus pörgettyű forgási energiája csak J és K értékétől függ, az egyes forgási állapotok energiáját – merev rotátor közelítésben – az alábbi kifejezés adja meg:
{\displaystyle F\left(J,K\right)=BJ\left(J+1\right)+\left(A-B\right)K^{2}\qquad J=0,1,2,...\quad {\mbox{and}}\quad K=+J,...0...-J}
ahol {\displaystyle B={h \over {8\pi ^{2}cI_{B}}}} és {\displaystyle A={h \over {8\pi ^{2}cI_{A}}}} nyújtott szimmetrikus pörgettyűre, illetve
{\displaystyle A={h \over {8\pi ^{2}cI_{C}}}} lapított molekulára.
Ezekből az átmenet hullámszáma:
{\displaystyle {\tilde {\nu }}_{J^{\prime }\leftrightarrow J^{\prime \prime },K}=F\left(J^{\prime },K\right)-F\left(J^{\prime \prime },K\right)=2B\left(J^{\prime \prime }+1\right)\qquad J^{\prime \prime }=0,1,2,...}
ami ugyanaz, mint a lineáris molekulákra. A centrifugális torzulás elsőrendű korrekciójával a hullámszám az alábbiak szerint módosul:
{\displaystyle {\tilde {\nu }}_{J^{\prime }\leftrightarrow J^{\prime \prime },K}=F\left(J^{\prime },K\right)-F\left(J^{\prime \prime },K\right)=2\left(B-2D_{JK}K^{2}\right)\left(J^{\prime \prime }+1\right)-4D_{J}\left(J^{\prime \prime }+1\right)^{3}\qquad J^{\prime \prime }=0,1,2,...}

### Aszimmetrikus pörgettyű

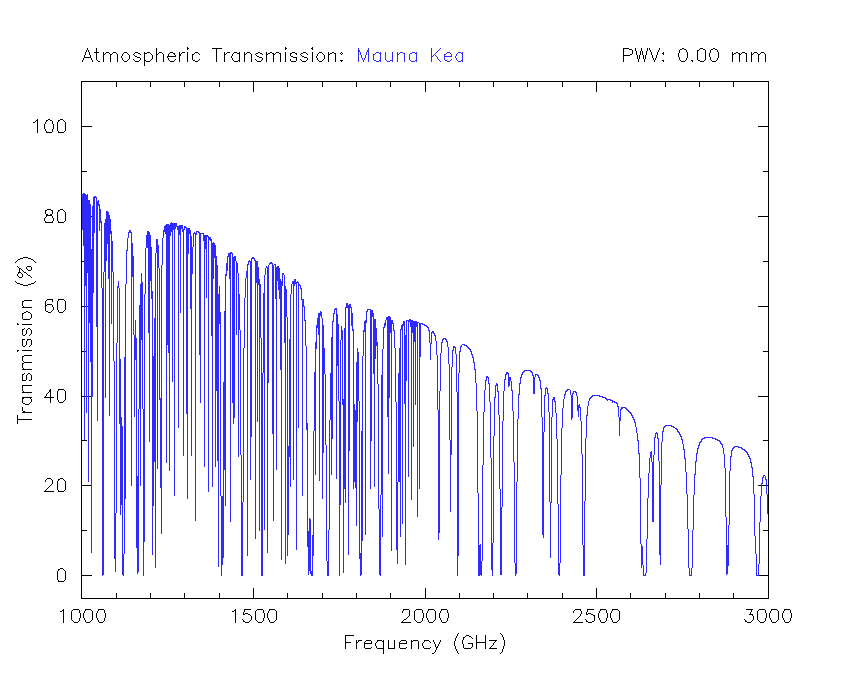
A légköri vízgőz tiszta forgási színképe Mauna Keaban mérve (33 cm^{−1} és 100 cm^{−1} között)

A J kvantumszám – ahogy a korábbiakban is – a teljes impulzusmomentumot jelöli. Mivel három független tehetetlensági nyomaték van, két másik független kvantumszám is létezik, de az aszimmetrikus pörgettyű termjeinek értéke nem vezethető le zárt formában; ezeket egyedi mátrix diagonalizálással lehet nyerni az egyes J értékekre. A szimmetrikus pörgettyűvel közelíthető molekulákra léteznek képletek.
A vízmolekula az aszimmetrikus pörgettyűk egyik fontos példája. Erős tiszta forgási színképpek rendelkezik a távoli infravörös tartományban, kb. 200 cm−1 alatt. Emiatt a távoli infravörös spektrométerekből el kell távolítani a légköri vízgőzt; ezt vagy száraz gázzal történő átöblítéssel, vagy evakuálással érik el. A víz spektrumát részletesen tanulmányozták.

## Kvadrupól felhasadás
Az 1/2-nél nagyobb I spinkvantumszámmal rendelkező atommagoknak kvadrupólmomentuma van. Ilyen esetben a magspin impulzusmomentum és a forgási impulzusmomentum közötti csatolás a forgási energiaszintek felhasadását okozza. Ha egy forgási szint J kvantumszáma I-nél nagyobb, akkor 2I+1 szint jön létre, ha J kisebb, mint I, akkor 2J+1 szint lesz. Ez az effektus a hiperfinom felhasadások egyik típusa. Például a 14N (I = 1) atomot tartalmazó HCN molekulában minden J>0 szint 3 felé hasad. Az egyes alszintek energiája F és J függvénye, valamint arányos a mag kvadrupólmomentumával, ahol F = J+I, J+I−1, ..., |J−I|. Azaz a kvadrupólfelhasadás mértékéből meg lehet határozni a mag kvadrupólmomentumának nagyságát.
Ez az eljárás a magkvadrupól rezonancia spektroszkópia helyett alkalmazható. A forgási átmenetek kiválasztási szabálya az alábbiaknak adódik:
{\displaystyle \Delta J=\pm 1,\Delta F=0,\pm 1}

## Stark- és Zeeman-effektus
Külső elektrosztatikus tér jelenlétében az egyes forgási energiaszintek 2J+1 degenerációja részben megszűnik, ezt nevezzük Stark-effektusnak. Lineáris molekulákban például minden energiaszint J+1 komponensre hasad fel. A felhasadás mértéke az elektromos térerősség négyzetével és a molekula dipólusmomentumának négyzetével arányos. Elméletileg ezen az alapon a molekulák dipólusmomentumát nagy pontossággal meg lehetne határozni. A karbonil-szulfid (OCS) esetén például μ = 0,71521 ± 0,00020 debye. Mivel azonban a felhasadás μ2-tel arányos, a dipólus irányát kvantummechanikai megfontolásokból kell levezetni.
Hasonló módon szűnik meg a degeneráció abban az esetben is, ha paramágneses molekulát mágneses térbe helyezünk – ez a Zeeman-effektus. A gázállapotban megfigyelhető részecskék többsége diamágneses, kivéve a párosítatlan elektronnal rendelkező molekulákat, mint például a nitrogén-monoxid (NO), nitrogén-dioxid (NO2), a klór egyes oxidjai és a hidroxilgyök. A Zeeman-effektust a dioxigén O2 esetében is megfigyelték.

## Forgási Raman spektroszkópia
A Raman-spektroszkópiával a molekulák forgási átmeneteit is meg lehet figyelni. A forgási átmenetek Raman-aktívak minden anizotróp polarizálhatóságú molekulában, a szimmetrikus pörgettyűk kivételével minden molekula ilyen. Ez azt jelenti, hogy az állandó dipólusmomentummal nem rendelkező molekulák forgási átmenetei, melyek abszorpciós vagy emissziós módszerrel nem figyelhetők meg, szórás révén, Raman-spektroszkópiával detektálhatóak. Fourier-transzformációs infravörös spektrométer felhasználásával nagyon nagy felbontású Raman-spektrum nyerhető. Ilyen például a 15N2 spektruma, melyen jelentkezik a magspin hatása, ami a szomszédos vonalak intenzitásának 3:1 arányú eltérését okozza. Az adatokból a kötéshossz 109,9985 ± 0,0010 pm-nek adódik.

## Fordítás
Ez a szócikk részben vagy egészben  a   Rotational spectroscopy című angol Wikipédia-szócikk ezen változatának fordításán alapul.  Az eredeti cikk szerkesztőit annak laptörténete sorolja fel. Ez a jelzés csupán a megfogalmazás eredetét és a szerzői jogokat jelzi, nem szolgál a cikkben szereplő információk forrásmegjelöléseként.

## Bibliográfia
- Molecular Spectroscopy: Section: Pure rotation spectra, Physical Chemistry, 8th, Oxford University Press, 431–469. o. (2006. június 22.). ISBN 0198700725
- Fundamentals of Molecular Spectroscopy, 4th, McGraw-Hill (1994. június 22.). ISBN 0-07-707976-0
- Rotational spectroscopy of diatomic molecule. Cambridge University Press (2003. június 22.). ISBN 0-521-53078-4
- Hollas, M. J.. Modern Spectroscopy, 3rd, Wiley (1996. június 22.). ISBN 0471965227
- Kroto, H. W.. Molecular Rotation Spectroscopy. Dover (2003. június 22.). ISBN 0-486-49540-X
- McQuarrie, Donald A.. Quantum Chemistry. University Science Books (2008. június 22.). ISBN 1-891389-50-5
- Microwave Spectroscopy. Dover (1975. június 22.). ISBN 978-0-486-61798-5
- Kovács, István. Rotational Structure in the Spectra of Diatomic Molecules. Adam Hilger (1969). ISBN 0852741421
- Wollrab, James E.. Rotational spectra and molecular structure. Academic Press (1967). ISBN 148319485X

## Külső hivatkozások
- infrared gas spectra simulator Archiválva 2013. március 25-i dátummal a Wayback Machine-ben
- Hyperphysics article on Rotational Spectrum
- A list of microwave spectroscopy research groups around the world